# Dog Salmon
La rivière Dog Salmon est un cours d'eau d'Alaska, aux États-Unis situé dans le Borough de Lake and Peninsula. C'est un des affluents de la rivière Ugashik.

## Description
Longue de 70 milles (113 km), elle se jette dans la rivière Ugashik, à 4 milles (6 km) au sud-est de son embouchure sur la baie Ugashik, dans la  baie de Bristol à 4 milles (6 km) au sud-ouest d'Ugashik.
Elle a été référencée en 1900 par le lieutenant J.F. Moser.

## Sources
- (en) « Dog Salmon », Geographic Names Information System